# Claudi, Hilària, Jasó i Maure
|  | Per a altres significats, vegeu «Sant Claudi». |

Claudi, Hilària, Jasó i Maure van ser membres d'una família, convertits al cristianisme i martiritzats a Roma al final del segle iii. Són venerats com a sants per l'Església catòlica. La seva festivitat és el 3 de desembre. La història es troba al Martirologi d'Adó i és de tipus llegendari, sense que se'n pugui comprovar la historicitat. Possiblement es tracti d'una llegenda vinculada a la dels sants Crisant i Daria.

## Llegenda
Segons la tradició l'any 283, Crisant i Daria, cristians, van ser martiritzats durant les persecucions de Numerià, i van ser enterrats vius. L'enteresa amb què els dos sants van afrontar el martiri va impressionar els assistents de tal manera, que el tribú militar Claudi i setanta soldats més van voler convertir-se a aquella religió que els donava tanta fortalesa. A més, Claudi havia estat guàrdia a la presó on havien estat abans i aquests l'havien parlat de la seva fe. Es van batejar, i amb Claudi també van fer-ho la seva esposa Hilària i fills Jasó i Maure, que també havien vist el martiri dels dos cristians, i els setanta soldats. L'emperador Numerià (283-284), assabentat, va fer-los empresonar. Després va fer lligar una mola al coll de Claudi, i el van llençar al Tíber. Els dos fills i els soldats van ser decapitats a la Via Salària.
Per a enterrar-los, s'obrí una fossa al llarg de la via. Hilària, l'esposa, que no havia estat morta, va sebollir els seus fills i pregava sobre la seva tomba. Descoberta, també va ser executada.

## Veneració
Hi havia sepulcres d'uns certs Hilària, Jasó i Maure (el cos de Claudi no va ser trobat) al segle vii a la vora de la Via Salària i són esmentats als itineraris de l'època. Al de Maure hi havia inscrit un poema del papa Damas I. Pasqual I va fer-ne traslladar les relíquies a la Basílica de Santa Pràxedes a Roma, cap al 820. Alexandre II (1061-73) els feu portar a Lucca. Van ser col·locades a la catedral de Sant Martí i, el 1682, a la capella del Santuari de la mateixa seu. La celebració litúrgica es va fer a Lucca des del segle xi; a més del 3 de desembre, s'hi commemora també l'arribada de les relíquies el 12 d'agost. Al segle xvi, el cos de Maure va ser portat a València. Sant Maure, per separat, va ser proclamat patró d'Alcoi i copatró de València.